# Krämerbrücke
Krämerbrücke (z niem. „Most Kramarzy”) jest najstarszą świecką budowlą w Erfurcie i jednym z najbardziej rozpoznawalnych zabytków miasta. Jedyny na północ od Alp most o konstrukcji zamkniętej, dwustronnie zabudowany domami z muru pruskiego. Ciągnie się od placu Benedyktyńskiego na starówce do Małego Rynku (Wenigemarkt) znajdującego we wschodniej części przedłużenia Starego Miasta.

## Historia

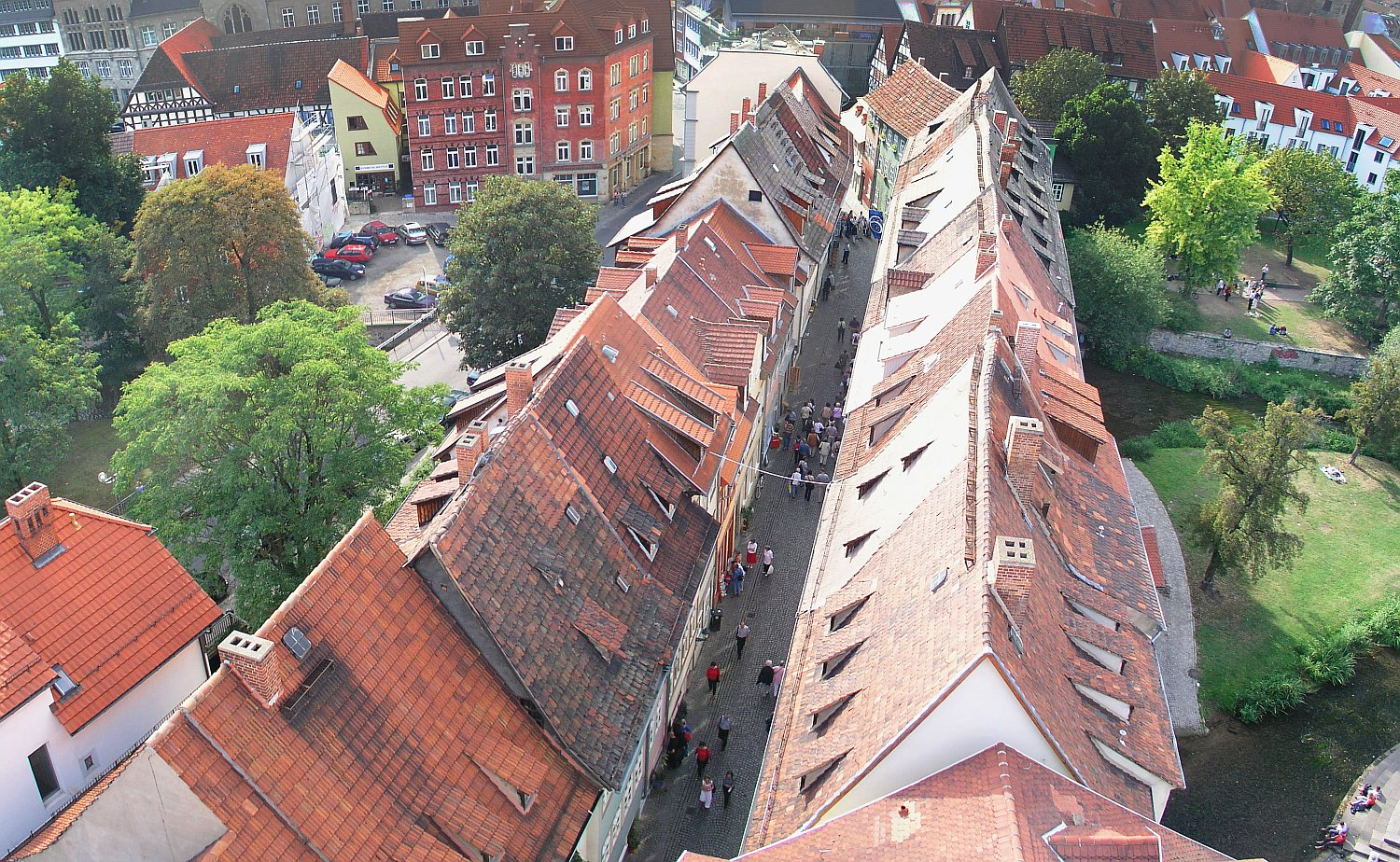
Krämerbrücke od strony kościoła św. Idziego

Most ten postawiono obok brodu, na szlaku królewskim Wschód-Zachód przez rzekę Gerę (Via Regia).
Pierwotnie zbudowany jako drewniany most nad Gerą, został po raz pierwszy przebudowany w 1117 roku po serii pożarów. Pierwsza oficjalna nazwa mostu to „PONS rerum venalium”, którą to użyto już w roku 1156. Już na drewnianym moście istniała obustronna zabudowa kramami.
Ze względu na powtarzające się pożary w latach 1175, 1178, 1213, 1222, 1245, 1265 i 1293 dla umożliwienia przebudowy zabudowań na kamienne, w 1293 roku Rada w Erfurcie udzieliła klasztorom wszelkie prawa do niezamieszkałych kramów. W roku 1325 most został ukończony. Na bramach obu przyczółków zostały zbudowane kamienne kościoły, na zachodnim końcu kościół św. Benedykta, a na wschodnim, w miejscu kaplicy mostowej (pierwsza wzmianka w 1110 r.) kościół św. Idziego.
Jako most łukowy długości 79 m zbudowany został z wapienia i piaskowca. Składał się z sześciu widocznych sklepień cylindrycznych o średnicach 4,8 do 7,8 m
W roku 1472, w wyniku pożaru miasta, połowa miasta i budynki na moście zostały zniszczone. Odbudowano je wówczas w liczbie 62, w obecnej formie. Aby uczynić mieszkalnymi trzykondygnacyjne 13 do 15 m wysokie domy, nakazano budowanie w odstępach 5,5 m.
Najpóźniej od roku 1510 most był nazywany Mostem Kramarzy, czyli Krämerbrücke.
Po pożarach w XVIII wieku poprzez połączenie niektórych i wybudowanie nowych, liczba domów się zmniejszyła do 38. Dzisiaj jest ich 32. Kościół św. Benedykta został sprzedany w 1807 roku, aby w jego miejsce mógł powstać dom mieszkalny. Przy wieży kościelnej w 1895 roku miał powstać równolegle biegnący Most Ratuszowy i było to tak rozważane, by miasto było w ciągu obu mostów.

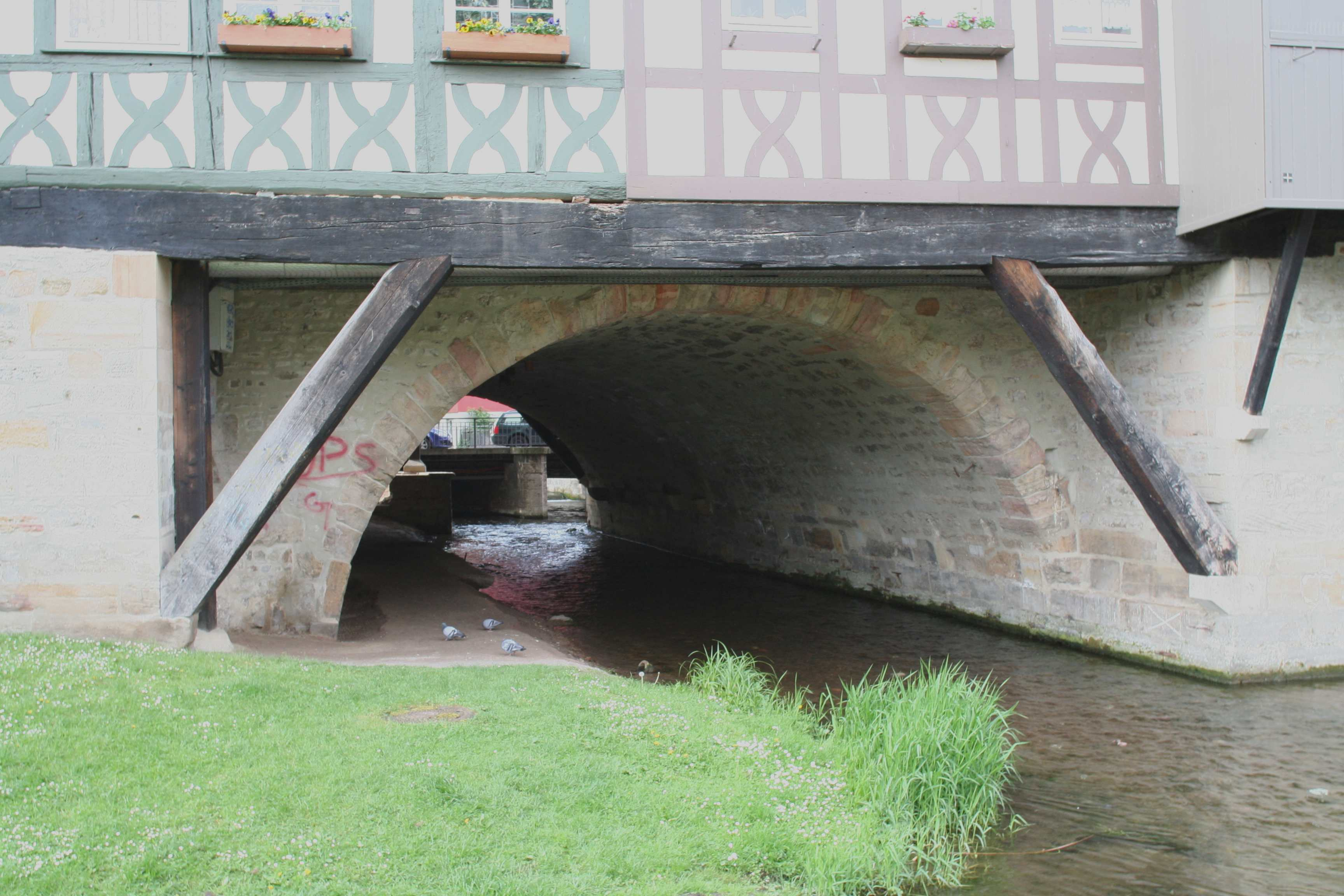
Łuk Krämerbrücke w Erfurcie

W wyniku uszkodzeń przez działania wojenne II wojny światowej, budynki nr 12 i 13 zostały rozebrane i na nowo wybudowane. W 1952 podobne duże szkody ukazały się w budynkach nr 11 i 14, co zakwalifikowało je do ponownego wybudowania.
Z racji nadzwyczajnego znaczenia dla miasta, jak i dla ogólnej historii budowlanej, Most Kramarzy także w czasach NRD był jako pomnik bardzo pielęgnowany. W latach 1967–1973 wszystkie budynki były odrestaurowane. Sam most, jego łuki były remontowane w latach 1985–1986, oraz 2002. Dla zmniejszenia szkód transportowych ograniczono wjazd pojazdów o nacisku na oś do 11 ton.

## Dzisiejszy Most Kramarzy
Obecnie w domach mostu znajdują się sklepy, najczęściej z wyrobami rękodzieła ludowego, domy sztuki i antykwariaty. Poza domami 15, 20, 24 i 33 wszystkie są własnością miasta Erfurt. Jako wyjątkowa budowla jest magnesem przyciągającym wielu turystów.
Utrzymaniem mostu zajmują się fundacje przez miasto do tego powołane:
Fundacja Krämerbrücke,
Niemiecka Fundacja Ochrony Zabytków w Bonn,
Elisabeth und Fritz Thayssen Stiftung Hamburg.